# Ieder Zijn Huis
Ieder Zijn Huis is een flatgebouw in de Brusselse gemeente Evere in België. 

## Geschiedenis
In de jaren 1950 liet sociale huisvestingsmaatschappij "Ieder Zijn Huis" een flatgebouw ontwerpen. Architect Le Corbusier weigerde de opdracht, de Belgische architect Willy Van Der Meeren neemt de opdracht wel aan. Van Der Meeren was destijds bekend vanwege het prefabwoningprototype dat hij ontwikkeld had, ook al was het niet in productie genomen.
In 1961 werd het gebouw in gebruik genomen.
In 2009 was het gebouw dermate verouderd dat het niet meer aan hedendaagse normen meer voldeed en besloot men het gebouw grondig te renoveren. Vanaf 2012 tot 2015 werd het gebouw gerenoveerd, waarbij het oorspronkelijk ontwerp behouden bleef, maar wel aangepast werd aan het comfort en energiezuinigheid van deze tijd.

## Gebouw
Het gebouw is in modernistische stijl opgetrokken met betonnen prefabpanelen en is een avant-gardisch experiment in sociale hoogbouw. In de betonnen prefabpanelen zijn de ramen reeds aangebracht. Opvallend is ook dat drie verdiepingen samen één gang hebben en de woningen die zich een verdieping hoger of lager bevinden met een trap met deze gang verbonden zijn. Het gebouw heeft 12 bovengrondse woonlagen met appartementen.